# Mindanaogråfågel
För fågelarten Edolisoma mindanense, se filippingråfågel.
Mindanaogråfågel (Malindangia mcgregori) är en fågel i familjen gråfåglar inom ordningen tättingar.

## Utseende och läte
Mindanaogråfågeln är en medelstor tätting med grått på hjässa, rygg, övergump och övre delen av stjärten, medan den är svart på panna, ansikte och bröst, liskom i vissa ving- och stjärtpennor. Den är vidare vit på buk och skuldrorna, samt i en lång teckning nerför vingen och yttre stjärtpennorna. Hos honan är de svarta delarna mattare färgad. Bland lätena hörs klagande och hårda skrin.

## Utbredning och systematik
Fågeln förekommer enbart i bergstrakter på ön Mindanao i södra Filippinerna. Den placeras som ensam art i släktet Malindangia och behandlas som monotypisk, det vill säga att den inte delas in i några underarter.

## Levnadssätt
Mindanaogråfågeln hittas i mossrika skogar i lägre till medelhöga bergstrakter. Där slår den ofta följe med artblandade kringvandrande flockar.

## Status och hot
Arten har ett stort utbredningsområde, men tros minska i antal, dock inte tillräckligt kraftigt för att den ska betraktas som hotad. Internationella naturvårdsunionen IUCN listar därför arten som livskraftig (LC).